# Matěj Vydra
Matěj Vydra (ˈmacɛj ˈvɪdra; 1 de maig de 1992) és un futbolista professional txec que juga de davanter pel Burnley FC anglés i per l'equip nacional txec.